# Чеботарёва, Валентина Михайловна
Валентина Михайловна Чеботарёва (8 апреля 1960, СССР) — российский тренер по фигурному катанию.

## Карьера
Валентина Чеботарёва родилась 8 апреля 1960 года. Работает в клубе СШОР в Санкт-Петербурге.
Её подопечные участвовали в крупнейших международных соревнованиях. В частности, одиночник Михаил Коляда — серебряный призёр Олимпийских игр (2018 в командных соревнованиях) и бронзовый призёр чемпионата мира 2018; Станислава Константинова — участница чемпионата мира (2018), чемпионата Европы (2019), серебряный призер этапа Гран-при (2018) и бронзовый призёр зимней Универсиады (2019).

## Оценка работы
Олимпийский чемпион Алексей Ягудин критиковал тренерский штаб во главе с Чеботарёвой за неудачное выступление Михаила Коляды в командном турнире Олимпийских игр в Пхёнчхане, когда россиянин неудачно выполнил все прыжковые элементы, заявив при этом сложнейшие четверные, хотя с учётом грубейших ошибок главных конкурентов (канадец Патрик Чан дважды упал, американец Нэтан Чен остался без элемента и упал), ему было достаточно откатать простую программу для попадания в тройку лидеров. Тем не менее, после провального выступления (Коляда стал восьмым) россияне уже уступали канадцам пять мест, и их шансы бороться за золотые медали максимально уменьшились. Ягудин считает, что именно Чеботарёва ответственна за то, что не посоветовала упростить Коляде программу, когда это было наиболее необходимо.
Станислава Константинова, которая тренируется в группе Чеботарёвой, тоже не отличается стабильностью и часто срывает программы.